# Maison Sauron
Pour les articles homonymes, voir Sauron (homonymie).
La maison Sauron est une maison située en France sur la commune de Montusclat, dans la région Auvergne-Rhône-Alpes.

## Localisation
La maison est située dans le département français de la Haute-Loire, sur la commune de Montusclat, dans l'ancienne région administrative d'Auvergne.

## Historique
Demeure d'un notaire royal édifiée à la fin du XVIe siècle, cette maison, bien qu'arborant les traits distinctifs de l'architecture rurale locale, se distingue par la qualité de sa construction, la rapprochant des édifices urbains.

## Description
Une tour demi hors-œuvre abrite un escalier à vis. À l'intérieur, on trouve des plafonds à la française et d'imposantes cheminées.

## Protection
La maison est inscrite au titre des monuments historiques par arrêté du 12 février 2002.